# Leichtathletik-Weltmeisterschaften 2017/Teilnehmer (Aserbaidschan)
| Gelbes Symbol für Goldmedaillen mit stilisierten Olympischen Ringen | Graues Symbol für Silbermedaillen mit stilisierten Olympischen Ringen | Braundes Symbol für Bronzemedaillen mit stilisierten Olympischen Ringen |
| ------------------------------------------------------------------- | --------------------------------------------------------------------- | ----------------------------------------------------------------------- |
| —                                                                   | —                                                                     | —                                                                       |

Von Aserbaidschan wurden eine Athletin und drei Athleten für die Leichtathletik-Weltmeisterschaften 2017 in London nominiert.

## Ergebnisse

### Frauen

#### Sprung/Wurf
| Athletin     | Disziplin  | Qualifikation | Qualifikation | Finale     | Finale |
| Athletin     | Disziplin  | Weite/Höhe    | Platz         | Weite/Höhe | Platz  |
| ------------ | ---------- | ------------- | ------------- | ---------- | ------ |
| Hanna Skydan | Hammerwurf | 71,78 m       | 8             | 73,38 m    | 5      |

### Männer

#### Laufdisziplinen
| Athlet          | Disziplin | Vorlauf      | Vorlauf | Halbfinale         | Halbfinale         | Finale             | Finale             |
| Athlet          | Disziplin | Zeit         | Platz   | Zeit               | Platz              | Zeit               | Platz              |
| --------------- | --------- | ------------ | ------- | ------------------ | ------------------ | ------------------ | ------------------ |
| Hayle İbrahimov | 5000 m    | 13:32,15 min | 26      | nicht qualifiziert | nicht qualifiziert | nicht qualifiziert | nicht qualifiziert |

#### Sprung/Wurf
| Athlet         | Disziplin  | Qualifikation | Qualifikation | Finale             | Finale             |
| Athlet         | Disziplin  | Weite/Höhe    | Platz         | Weite/Höhe         | Platz              |
| -------------- | ---------- | ------------- | ------------- | ------------------ | ------------------ |
| Nazim Babayev  | Dreisprung | 16,61 m       | 14            | nicht qualifiziert | nicht qualifiziert |
| Alexis Copello | Dreisprung | 16,89 m       | 7             | 17,16 m SB         | 5                  |